# Joan Ventura i Sureda
Joan Ventura i Sureda   (Palamós, 1884 - Nova York, 1960) fou un traductor i militant catalanista. El 1908 emigrà als Estats Units, i treballà en la casa de pel·lícules Paramount Pictures. Promotor de la cultura i vida catalana a Nova York, fou fundador dirigent del Centre Nacionalista Català de Nova York, corresponsal de la premsa de Catalunya i dels catalans d'Amèrica. El 1920 hi fundà la revista Catalonia.
Es destacà per les seves rectificacions i rèpliques en cartes al director a la premsa nord-americana en tot allò que es referia a Catalunya, i va donar suport Francesc Macià i Estat Català. El 1945 fou un dels redactors amb Josep Carner i Ribalta i Josep Fontanals, de l'Apel·lació a les Nacions Unides, on es va exposar els objectius del catalanisme i les reivindicacions de Catalunya.